# Menone (dialogo)
Il Menone (greco Μένων, latino Menon) è un dialogo platonico incentrato sul rapporto tra la virtù, che si giunge ad identificare con la conoscenza, e la teoria delle idee.
Il dialogo Menone è caratterizzato da una forte drammatizzazione (intesa nel senso di atto scenico) in cui i due protagonisti si muovono in una sorta di palcoscenico mettendo a parte gli ascoltatori (i lettori in questo caso) dei ragionamenti effettuati. Il Menone affronta vari problemi: l'essenza della virtù, la sua insegnabilità (questione approfondita nel Protagora) e la teoria della conoscenza in quanto reminiscenza.

## Struttura e contenuto delMenone

### Insegnabilità ed essenza della virtù
Menone apre il dialogo chiedendo a Socrate se sia possibile insegnare la virtù. Socrate ammette che il problema è molto complesso e che gli farebbe piacere ragionarci intorno insieme a Menone; però, prima di sapere se la virtù sia insegnabile o meno, bisognerebbe definire l'essenza della virtù.

### La risposta di Menone: ci sono varie forme di virtù
Menone risponde alla domanda di Socrate su cosa sia la virtù affermando che la virtù è relativa, o meglio che la virtù del comandante è quella di saper comandare, che quella del soldato è quella di obbedire, quella del marinaio di saper navigare e così via. Socrate però invita l'amico a riflettere: si cercava una virtù e se ne sono trovate tante. È allora evidente che si deve operare una scrematura, ossia che debba esistere qualcosa di comune tra queste varie virtù, una forma comune a tutte. Menone arriva allora ad una definizione più generale.

### Il secondo tentativo di definire la virtù: la virtù è sapere comandare
Menone, compreso l'errore precedente, arriva a definire la virtù come la capacità di comandare. Socrate è soddisfatto, perché Menone è arrivato ad una generalizzazione più ampia, arrivando ad un'unica forma di virtù. Tuttavia Socrate mostra di essere dubbioso anche su questa definizione: quella che è stata definita, infatti, è solo una forma di virtù, giacché certo un servo non potrebbe mai essere virtuoso se la virtù consistesse proprio nel comandare gli altri uomini.

### Terzo tentativo: la virtù è capacità di desiderare cose belle e sapersele procurare
Menone arriva allora a concepire la virtù come la capacità di desiderare le cose belle, intese in senso greco, quindi anche buone e grandi, e nel sapersele procurare. Socrate è convinto ora che la definizione sia pervenuta ad una perfezione ulteriore, anche se ci sono alcuni aspetti da rivedere. L'obiezione di Socrate è più difficile questa volta: egli innanzitutto rettifica il termine "bello" (καλός, kalòs) in "buono/vantaggioso"; successivamente sostiene che tutti desiderano cose buone (chi desidera cose cattive commette un errore di valutazione poiché ritiene che le cose cattive possono essere per lui vantaggiose), dunque la definizione di Menone si riduce alla sola capacità di sapersi procurare le cose buone. Menone si trova d'accordo. Il terzo tentativo di definizione di Menone arriva però ad una tautologia: definisce infatti una virtù come il sapersi procacciare le cose belle secondo giustizia; dato che però la giustizia è una parte della virtù si entra in un circolo vizioso in cui si definisce il tutto con una parte di esso. Menone non sa più proseguire.

### Ritorno al problema originario: la virtù è insegnabile?
Poiché la questione del dialogo Menone non è tanto l'essenza della virtù, ma l'insegnabilità della virtù, Socrate decide di rispondere al quesito originario di Menone, decidendo di definire la virtù in modo ipotetico come una qualità posseduta dall'anima. Il problema dell'insegnabilità della virtù, posto fin dall'inizio da Menone, viene risolto da Socrate in questo modo: la virtù, se è insegnabile, dovrà essere scienza, giacché solo la scienza è insegnabile. Menone si trova difatti d'accordo con Socrate. D'altronde bisogna altresì constatare che la virtù è un bene, affermazione che Menone non nega. Se è un bene la virtù avrà anche la seguente caratteristica: sarà cioè utile e giovevole a coloro che la possiedono. Socrate spiega anche che tutte le cose sono buone, utili e giovevoli se sono utilizzate in modo giusto, cioè secondo ragione. Ciò dunque che distingue una cosa buona da una cattiva è la ragionevolezza, il conoscere, il sapere. Se la virtù ha tutte queste caratteristiche, ossia di essere buona, utile e giovevole, ne conseguirà che la virtù richiede ragionevolezza, conoscere e sapere. Ma se la virtù si basa su questi tre precetti, ne risulta che è scienza, e che non la si può possedere in maniera innata, ma dev'essere trasmessa; allora, se può essere trasmessa, e dunque insegnata, la virtù è scienza ed è insegnabile.

### Esistono i maestri di virtù?
Il ragionamento fin qui addotto è corretto per Socrate. La soluzione così trovata incappa però in un non secondario problema: se la virtù è scienza, e quindi insegnabile, si dovrebbero trovare dei maestri di virtù e degli scolari di virtù. Solo che mentre è indubbio che ci siano scolari di virtù (giacché proprio Menone vorrebbe apprendere la virtù) non è così chiaro se esistano anche maestri di virtù. Ci sono maestri di virtù? Socrate pensa di no, mentre Menone riconosce che i sofisti, che si proclamano maestri di virtù, alle volte gli sembrano tali, alle volte no.

### L'entrata in scena di Anito: chi è maestro di virtù e chi no
A questo punto nel dialogo entra in scena Anito, che nella realtà storica fu uno dei principali accusatori di Socrate. Ad Anito Socrate chiede se i sofisti sono maestri di virtù. Anito, al solo sentir nominare i sofisti s'infuria, scagliandosi contro costoro poiché affermano di far crescere al meglio i giovani sotto la loro tutela, quando invece non fanno che inquinarne gli animi. Anito afferma che ci sono sì maestri di virtù, ma non sono essi da ricercare tra le file dei sofisti. Per Anito ogni cittadino ateniese onesto e ligio alle leggi può insegnare ai suoi figli che cosa sia la virtù, poiché è esso stesso un cittadino virtuoso. A quest'affermazione Socrate mostra di avere seri dubbi: la risposta di Anito è infatti in palese contraddizione con i fatti; neppure i grandi tra gli Ateniesi hanno saputo trasmettere la virtù ai loro figli, si ponga il caso anche di grandi statisti e condottieri come Temistocle, Aristide, Pericle e Tucidide che, pur essendo senza dubbio uomini virtuosi, ebbero dei figli non alla loro altezza e che, anzi, si macchiarono di diversi peccati.

### Scienza e retta opinione
Dopo la confutazione di Socrate, Anito lo ammonisce di non parlare male dei grandi cittadini di Atene e lascia la discussione che riprende tra Socrate e Menone. La questione sul se esistono maestri di virtù è così portata a soluzione da Socrate: oltre che alla scienza può risultare altrettanto efficace la giusta opinione (εὐδοξία). Questa giusta opinione è una sorta di ispirazione divina con la quale l'uomo che la possiede inconsapevolmente, guida il popolo in modo retto. La giusta opinione è una sorta di innato sesto senso che porta il detentore di tale bene a scegliere la strada migliore, a fare le giuste scelte. In questo senso la retta opinione non è in nulla inferiore alla scienza. Tuttavia la scienza è stabile, costante, mentre la retta opinione è precaria giacché non si sostanzia di vera conoscenza del bene, ma di una sorta di riflesso di essa. Socrate ritiene infatti che i grandi uomini di Atene fossero virtuosi per retta opinione e non per scienza, motivo per cui non sarebbero riusciti ad insegnare la virtù alla loro discendenza. Solo un possessore della vera scienza potrà davvero insegnare e trasmettere la conoscenza della virtù.

## La teoria dell'anamnesi
Uno dei punti fondamentali del Menone è costituito dall'esposizione della teoria della anamnesi, ribadita in altri dialoghi da Platone e portata al suo massimo compimento nel Fedone. 
Si è visto come Menone, dopo il terzo tentativo di definire la virtù, si arrenda ammettendo di non essere capace a definirla in modo corretto. Menone, a questo punto, aveva obiettato, alla maniera dei Sofisti, che è inutile ricercare una cosa che non si conosce giacché, quand'anche la si sia trovata, non conoscendola, non la si riconoscerebbe come la soluzione del problema posto (Menone, 80 d).
Socrate obietta a questa conclusione di stampo gorgiano, esponendo la sua teoria della conoscenza: l'anima è immortale, e quando il corpo che la possiede muore, essa va nell'Ade, da dove fa ritorno trascorso un certo lasso di tempo, tornando in un altro corpo. In questo lasso di tempo, l'anima ha conosciuto tutto, e quando prende posto in un altro corpo, non fa altro che dimenticare tutto. Questa conoscenza, però, è latente in lei, e per risvegliare questa conoscenza l'uomo deve fare della sua vita una costante ricerca del sapere perduto, ma che può essere ritrovato in ogni momento. L'anima dev'essere sollecitata a ricordare, per portare nuovamente alla luce i concetti appresi un tempo (Menone, 81 c-d).
Per comprendere pienamente il pensiero platonico bisogna distinguere il contenuto dei dialoghi dal messaggio che vogliono trasmettere. Platone farà del mito, che da sempre si era posto in contrapposizione alla filosofia, un uso razionale, attribuendo ad esso il compito di venire in aiuto al puro logos, che pur conoscendo e facendosi portatore di verità non riesce a trasmetterla; il mito si presenterà come una storia che, presa senza il messaggio che veicola, non dice nulla, ma colui che considera il suo messaggio, anziché la storia dal valore fittizio, capisce la sua essenza. Entrando nel vivo del problema, quando Platone spiega (come sopra riportato) come la conoscenza sia un'anamnesi, vuole in realtà mettere in evidenza come l'anima prescinda dal corpo in quanto io-pensante, ed inoltre vuole dividere la realtà in due piani: quello sensibile e mutevole, dal quale non si ricava la conoscenza in quanto sempre mutevole, ed un piano intelligibile e di puro pensiero nel quale e del quale l'anima in quanto io-pensante è immersa. Detto questo risulta quasi scontato il fatto che l'uomo, non potendo ricavare in alcun modo la verità dall'esperienza sensibile, faccia uso dell'anima e non del corpo, per questo l'uomo ricava da sé medesimo la verità, e questo per Platone è un ricordare. La dialettica, forma dialogica del discorso, sarà il mezzo per "ricordare"; inoltre, la dottrina spiega come l'anima entra in un altro corpo alla fine della vita; questo è certamente di origine pitagorica, ma Platone vuole trasmettere come l'anima, accostata al saper pensare, sia data a tutti, ed inoltre egli espone tutto ciò al fine di perseguire l'autentico senso del dialogo, che consiste nel mezzo per arrivare alle idee (Menone, 82 b - 86 c).

## L'esperimento maieutico: tentativo di dimostrazione della fondatezza della teoria dell'anamnesi

Il quadrato blu ha area doppia del quadrato giallo

Un passo cruciale del Menone è l'esperimento maieutico fatto da Socrate per dimostrare al dubbioso Menone l'esattezza della sua teoria dell'anamnesi. Viene interrogato uno schiavo di Menone che, per sua stessa ammissione, ignora i fondamenti della geometria. Socrate disegna sul terreno un quadrato di 2 piedi per lato e chiede allo schiavo di trovare la misura del lato del quadrato che abbia area doppia rispetto a quello disegnato. Se il quadrato disegnato ha lato uguale a 2 piedi, allora ha area uguale a 4 piedi. Quanto misurerà il lato del quadrato di area uguale a 8 piedi? Senza pensarci il ragazzo sostiene che il quadrato da ricercare avrà il lato di 4 piedi, esattamente il doppio del lato del quadrato di partenza. Sempre e solo interrogando lo schiavo, Socrate lo fa ragionare che il quadrato con lato di 4 piedi avrà area uguale a 16 piedi, non certo a 8 piedi. 
Il ragazzo arriva allora a pensare che il lato del quadrato da cercare debba essere di misura intermedia tra i due piedi del lato del primo quadrato e i 4 piedi del lato del secondo. Per lo schiavo la soluzione è che il lato deve misurare 3 piedi. Ancora una volta però, sotto l'incessante interrogatorio di Socrate, arriva a notare che l'area del quadrato di 3 piedi è di 9 piedi, e non di 8, come si doveva trovare.
Socrate dichiara che l'esperimento sta comunque riuscendo: lo schiavo, dapprima così sicuro di sé, sta ora cominciando a rendersi conto di non sapere la misura del lato da trovare; a tale consapevolezza egli è giunto da solo, senza aiuti esterni.
Socrate torna ad interrogare lo schiavo sul problema e disegna sul terreno 4 quadrati uguali a quello di partenza, uno a fianco all'altro così che formino un quadrato di lato 4 piedi e di area 16 piedi. Il ragazzo riconosce che il quadrato di partenza è la quarta parte del quadrato così ottenuto. A questo punto riconosce anche che il quadrato ottenuto tracciando una delle 2 diagonali di ciascun quadrato da 2 piedi è quello cercato, ossia quello che ha area uguale a 8 piedi.
Socrate si dimostra soddisfatto ribadendo a Menone che lo schiavo è giunto a questa conclusione da solo, ha solo avuto bisogno di qualcuno che lo aiutasse a ricordare la conoscenza che l'anima aveva già dentro di lui (Menone, 85 d - 86 b).

### Critiche alla validità dell'esperimento maieutico
Che l'esperimento maieutico tratto dalla geometria possa rappresentare una prova della tesi che conoscere non è altro che il
ricordo di un sapere pre-acquisito presta il fianco a diverse critiche. La prima di esse concerne lo status epistemico dell'oggetto
di conoscenza; se, infatti, sembra si possa affermare che i principi della geometria valgono a priori, e quindi non siano acquisiti
per via empirica, lo stesso non può dirsi dei concetti morali (come la virtù), che sono invece tratti dall'esperienza. Pertanto, in quest'ultimo caso non è possibile affermare che la virtù può essere oggetto di scoperta, considerato che è possibile scoprire qualcosa solo se si ha una qualche conoscenza (innata) della medesima, che viene risvegliata mediante il processo anamnestico. La seconda difficoltà concerne la modalità di conduzione dell'esperimento maieutico. Un dato non trascurabile è, ad esempio, il fatto che Socrate conosce le risposte delle domande che pone, quindi ponendole nel giusto ordine potrebbe in qualche modo suggerire le risposte al suo interlocutore. Come si è visto, in effetti, allorché Socrate disegna un altro quadrato avente un lato di 2 piedi a fianco al quadrato iniziale, il giovane schiavo fornisce una risposta sbagliata dicendo che essa misura 8 piedi quadrati, il che deriva da una rozza associazione con la risposta precedente (un quadrato avente lati di due piedi misura una superficie di quattro piedi (quadrati), cioè del doppio del lato, uno avente i lati di 4 piedi misurerà una superficie quadrata del doppio del lato, cioè 8). Questo significa che lo schiavo di Menone non ha una conoscenza innata della regola che governa il calcolo della superficie del quadrato.

## La critica platonica contro la teoria della conoscenza sofistica
La dottrina dell'anamnesi così espressa da Socrate/Platone è un'ulteriore critica mossa nei confronti della teoria della conoscenza propugnata dai Sofisti, i maggiori dei quali, Protagora e Gorgia, sostenevano, rispettivamente, concezioni relativiste o scettiche. La teoria della conoscenza dei Sofisti, pertanto, induce gli uomini alla pigrizia attorno alla ricerca del vero, mentre la teoria dell'anamnesi li rende recettivi ed attivi nel cercare la verità dentro loro stessi.

## Socrate è una torpedine?
Un gustoso intermezzo del Menone si ha quando Menone accusa Socrate di essere una specie di torpedine, che intorpidisce chi la tocca. Menone afferma di aver tenuto molti discorsi intorno alla virtù e alla sua natura, ma che adesso, opportunamente interrogato e confutato da Socrate, non sappia più che cosa rispondere, ammaliato dall'arte con cui Socrate procede tramite domande ed opportune precisazioni. Sta proprio qui uno dei più alti tributi che Platone riconosce al suo maestro Socrate: la capacità di mettere costantemente in dubbio le conoscenze dei suoi interlocutori al fine di farli giungere ad una più profonda verità, che non sia quella così superficiale che ostentavano all'inizio.

## La figura di Anito nelMenone
Un ultimo punto d'interesse del Menone consiste nella breve comparsa di Anito, corresponsabile della condanna a morte di Socrate per essere stato uno dei suoi accusatori. Nel dialogo in questione, Anito mostra infatti, oltre ad un'assoluta ignoranza intorno a problemi filosofici, anche una presa di posizione ingiustificata nei confronti dei Sofisti. Egli, infatti, non ne conosce minimamente le teorie, eppure le critica aspramente. In più, all'obiezione di Socrate in merito alla sua teoria sull'insegnabilità della virtù, Anito monta su tutte le furie minacciando Socrate di stare attento ad infangare il nome dei grandi di Atene, altrimenti potrebbe avere dei guai in futuro. Risulta ovvio il riferimento alla futura condanna di Socrate, accusato di empietà e di corruzione della gioventù, proprio alla maniera dei Sofisti, accuse che Socrate ha sempre rifiutato (vedere l'Apologia di Socrate).